# Lysandra (Ptolemaeën)
Lysandra (eerste helft 3e eeuw v.Chr.) was koningin van Macedonië en was de dochter van Ptolemaeus I Soter, een van de diadochen.

## Levensloop
Haar eerste man was koning Alexander V van Macedonië (297-294). In 294 werd Alexander vermoord door Demetrius I Poliorketes. Lysandra hertrouwde met Agathocles, de zoon van Lysimachus, de grootste tegenstander van Demetrius. Demetrius werd door een coalitie tussen Lysimachus met Pyrrhus van Epirus in 288 van de Macedonische troon gestoten.
Intussen was Lysimachus getrouwd met de jongere halfzus van Lysandra, Arsinoë II. Om te verhinderen dat de kinderen van Lysandra aanspraak zouden maken op de troon, liet Arsinoë II, Agathocles vermoorden (284 v.Chr.). Lysandra, met haar kinderen vluchtte naar Seleucus I Nicator, een andere diadooch.
Seleucus I versloeg Lysimachus in de Slag bij Corupedium in 281 v.Chr. en stierf kort nadien. Arsinoë II hertrouwde met haar halfbroer Ptolemaeus Keraunos, de broer van Lysandra en werd alsnog koningin van Macedonië. Van Lysandra werd niets meer gehoord.